# Janusz Orsik
Janusz Antoni Orsik (ur. w 1928 w Warszawie, zm. 26 września 2024 w Ożarowie Mazowieckim) – żołnierz AK, lekarz pulmonolog i działacz społeczny.

## Życiorys
Janusz Orsik urodził się w 1928 w Warszawie. Do Ożarowa Mazowieckiego sprowadził się, gdy miał około roku. Był w drużynie harcerskiej m.in. z Haliną Urbanowicz. W czasie II wojny światowej w 1941 został członkiem drużyny młodzieżowej Narodowej Organizacji Wojskowej (NOW). Następnie od 1942, po wcieleniu NOW-u do Armii Krajowej walczył w strukturach tej ostatniej. Skończył liceum ogólnokształcące i zdał maturę w Łodzi, ukończył Akademię Medyczną w Warszawie. Praktykę lekarską prowadził w Błoniu.
4 czerwca 1989 kandydował w wyborach do Sejmu ale bezskutecznie. W latach 1990–1994, w pierwszej kadencji był przewodniczącym osiedla Franciszków. Cztery kadencje był radnym w gminie Ożarów Mazowiecki (jedną w PRL i trzy w wolnej Polsce). Był przewodniczącym Komitetu Budowy Ośrodka Zdrowia w Ożarowie Mazowieckim przy ul. Konopnickiej. Prezes Światowego Związku Żołnierzy Armii Krajowej Okręgu Warszawa Powiat (VII Obwód „Obroża“ Okręgu Warszawskiego Armii Krajowej).
Jest współautorem książki wydanej w 2006 pt. „Walka mieszkańców Ożarowa i okolic z okupantem w latach 1939–1945“.

## Odznaczenia i Nagrody
- 1948 – Medal Wojska
- 1989 – Krzyż Armii Krajowej
- 2002 – Krzyż Oficerski Orderu Odrodzenia Polski[9][1]
- 2004 – Felicja (Nagroda honorowa Ożarowa Mazowieckiego) w kategorii osoba[10]
- 2005 – Medal „Pro Memoria”
- 2014 – Medal pamiątkowy z okazji 70. rocznicy Powstania Warszawskiego[11]